# Francisco Acebal
Francisco López Acebal (Gijón, 5 de abril de 1866 — Madrid, 5 de setembro de 1933) foi um escritor e jornalista espanhol.

## Vida
Colaborou nos jornais e revistas mais importantes de Espanha e da América, tendo também escrito várias novelas e obras de Teatro.

## Obras

### Novelas
- De buena cepa Madrid, 1902 (A. Marzo).
- Dolorosa, Madrid: Librería General de Victoriano Suárez, 1904. Reimpresa en Oviedo: Real Instituto de Estudios Asturianos, 1999, com introdução de José María Roca Franquesa.
- Frente a frente, 1905.
- El Calvario (Novela de costumes contemporâneos), Barcelona: Montaner y Simón, 1905.

### Narrativa
- Huella de almas, Madrid, Biblioteca de La Lectura, 1901.
- De mi rincón, Salamanca, 1902.
- Penumbra, Madrid: Prensa Gráfica, 1924.
- Rosa mística, Madrid: Los Contemporáneos, 1909.

### Teatro
- Nunca', Madrid, 1905 (Tipografía da Revista de Archivos), comedia.
- A la moderna, Madrid: Renacimiento, 1914, comédia em dois actos.
- Los antepasados Madrid, 1920 (Tip. de la Revista de Archivos)
- Misericordia
- Un buen querer
- Ráfagas de pasión. Madrid: Los Contemporáneos, 1925. Comedia.
- Muñecos de barro.
- El amigo manso. Adaptación escénica en tres actos de la novela del mismo título de Pérez Galdós Madrid, 1917.